# (1842) Hynek
(1842) Hynek es un asteroide perteneciente al cinturón de asteroides descubierto el 14 de enero de 1972 por Luboš Kohoutek desde el observatorio de Hamburgo-Bergedorf, Alemania.

## Designación y nombre
Hynek se designó al principio como 1972 AA.
Posteriormente fue nombrado en honor de Hynek Kohoutek, padre del descubridor.

## Características orbitales
Hynek está situado a una distancia media del Sol de 2,266 ua, pudiendo acercarse hasta 1,855 ua. Tiene una excentricidad de 0,1813 y una inclinación orbital de 5,355°. Emplea en completar una órbita alrededor del Sol 1246 días.